# Halowe Mistrzostwa Europy w Lekkoatletyce 1990 – skok w dal kobiet
Skok w dal kobiet – jedna z konkurencji technicznych rozgrywanych podczas halowych lekkoatletycznych mistrzostw Europy w  hali Kelvin Hall w Glasgow. Rozegrano od razu finał 3 marca 1990. Zwyciężyła reprezentantka Związku Radzieckiego Galina Czistiakowa, która tym samym obroniła tytuł zdobyty na poprzednich mistrzostwach. Na tych samych mistrzostwach Czistiakowa zwyciężyła również w trójskoku.

## Rezultaty

### Finał
Opracowano na podstawie materiału źródłowego.
| Miejsce | Zawodniczka        | Wynik | Uwagi |
| ------- | ------------------ | ----- | ----- |
| 1       | Galina Czistiakowa | 6,85  |       |
| 2       | Ołena Chłopotnowa  | 6,74  |       |
| 3       | Helga Radtke       | 6,66  |       |
| 4       | Mirela Dulgheru    | 6,57  |       |
| 5       | Marieta Ilcu       | 6,57  |       |
| 6       | Stefanie Hühn      | 6,51  |       |
| 7       | Jolanta Bartczak   | 6,45  |       |
| 8       | Christina Sundberg | 6,38  |       |
| 9       | Sabine Braun       | 6,34  |       |
| 10      | Ana Oliveira       | 6,33  |       |
| 11      | Kim Hagger         | 6,21  |       |
| 12      | Gregoria Miranda   | 6,03  |       |
| 13      | Terri Horgan       | 6,01  |       |
| 14      | Emília Tavares     | 5,82  |       |
| 15      | Ragne Kytölä       | 4,27  |       |